# Yoga Alliance
Yoga Alliance är en ideell organisation i USA som håller ett internationellt register över yogalärare och utfärdar certifieringar för lärare och skolor inom yoga.  Registrerade lärare får använda beteckningen RYT (Registered Yoga Teacher) eller E-RYT (Experienced Registered Yoga Teacher). Vissa skolor får använda beteckningen RYS (Registered Yoga School), vilket innebär att elever som examineras därifrån automatiskt får använda beteckningen RYT. För alla tre beteckningarna finns det en 200-timmarsstandard och en 500-timmarsstandard.

## Grundandet av Yoga Alliance
Yoga Alliance bildades 1999 genom en sammanslagning av Unity in Yoga, som arbetade för att stödja yogakonferenser, och Ad Hoc Yoga Alliance, som försökte utforma minimikrav för yogalärare. I september 1999 upprättade Yaga Alliance ett nationellt (i USA) register över yogalärare med utbildning som uppfyllde en viss standard, och beteckningen RYT infördes. 2005 utökades standardiseringen med beteckningen E-RYT.